# Flamiaou et ses évolutions
Flamiaou (ニャビー, Nyabī), Matoufeu (ニャヒート, Nyahīto) et Félinferno (ガオガエン, Gaogaen, dans les versions originales en japonais) sont des Pokémon de type feu de la septième génération. Flamiaou est un des Pokémon de départ des jeux Pokémon Soleil et Lune.

## Création
Flamiaou a été révélé mondialement le 10 mai 2016 avec la deuxième bande-annonce de Pokémon Soleil et Lune, aux côtés des autres Pokémon de départ de la septième génération : Brindibou et Otaquin. Matoufeu a été révélé le 4 octobre 2016.
Le nom français de Flamiaou vient de Flamme et miaou.

## Description

### Flamiaou
Flamiaou est un des Pokémon de départ que le joueur peut choisir avec Otaquin et Brindibou. Il est de type feu et est inspiré du chat. Les poils qu’il avale pendant sa toilette brûlent et forment une flamme dans son ventre. Celle-ci change selon la façon dont il la recrache. Ce Pokémon n’exprime jamais ses émotions. Il aime la vie en solitaire, et n’accorde pas sa confiance au premier venu. Laissez ce Pokémon respirer ou il se renfermera sur lui-même. Même s’il devient affectueux, allez-y doucement avec les caresses. Il renouvelle son pelage deux fois par an. Quand arrive la période de sa mue, il met le feu à son ancienne fourrure. Dès qu’il a un instant, il fait sa toilette. Il déclenche ses attaques Feu en enflammant les poils qu’il a avalés en se léchant. Quiconque essaie de le caresser avant d’avoir gagné sa confiance s’expose à de sérieuses griffures.

### Matoufeu
Matoufeu est l’évolution de Flamiaou au niveau 17. Il porte à son cou une cloche de feu. Lorsqu’il crache des flammes, cette dernière se met à tinter bruyamment. Il est très fier de ses pattes avant musclées, et ne se gêne pas pour le montrer en tordant des barres de fer d’un seul coup de poing. Il sait être affectueux avec son Dresseur, mais il ne connaît pas sa force. Câlinez-le, et vous vous retrouverez couvert de griffures. Quand la mèche sur sa tête est dressée, c’est qu’il se porte bien. Dans le cas contraire, elle est plate et tombe vers l’arrière. La poche à feu située à la base de son cou gagne en température pendant les combats et émet un bruit semblable à un grelot. Quand il fait face à un adversaire redoutable, il redouble de combativité et la puissance calorifère de sa clochette augmente.

### Félinferno
Felinferno est l'évolution finale de Flamiaou au niveau 34. Il est de type Feu/Ténèbres. Il gagne aussi une attaque-signature, c'est-à-dire unique à son espèce : Dark Lariat, de type Ténèbres. Un Pokémon brutal qui n’en fait qu’à sa tête. Selon son humeur du moment, il lui arrive d’ignorer sciemment les ordres de son Dresseur. Après avoir asséné une pluie de coups de pied et de poing à son adversaire, il l’asperge de flammes ardente s sortant de son nombril. Les flammes autour de ses hanches brûlent d’une ardeur redoublée quand sa combativité s’embrase. Les flammes qui émanent de son nombril dépassent les 2 000 °C. Il n’est jamais aussi à l’aise que lorsque tous les coups sont permis. Bien qu’il soit parfois brutal, il sait aussi se montrer attentionné en venant en aide aux petits Pokémon.

## Apparitions
- 2016 : Pokémon Soleil et Lune
- 2017 : Pokémon Ultra-Soleil et Ultra-Lune et Pokkén Tournament (Flamiaou)
- 2018 : Super Smash Bros. Ultimate (Félinferno)
- 2019 : Pokémon Épée et Bouclier et Pokémon Rumble Rush
- 2022 : Pokémon Go

### Série télévisée et films
Flamiaou apparaît dans la saison 20 de Pokémon où Sacha essaie de se lier d'amitié avec ce Pokémon, mais celui-ci est très solitaire et a du mal à lui faire confiance.